# Heterobostrychus pileatus
Heterobostrychus pileatus är en skalbaggsart som beskrevs av Pierre Lesne 1899. Heterobostrychus pileatus ingår i släktet Heterobostrychus och familjen kapuschongbaggar. Inga underarter finns listade i Catalogue of Life.

## Bildgalleri

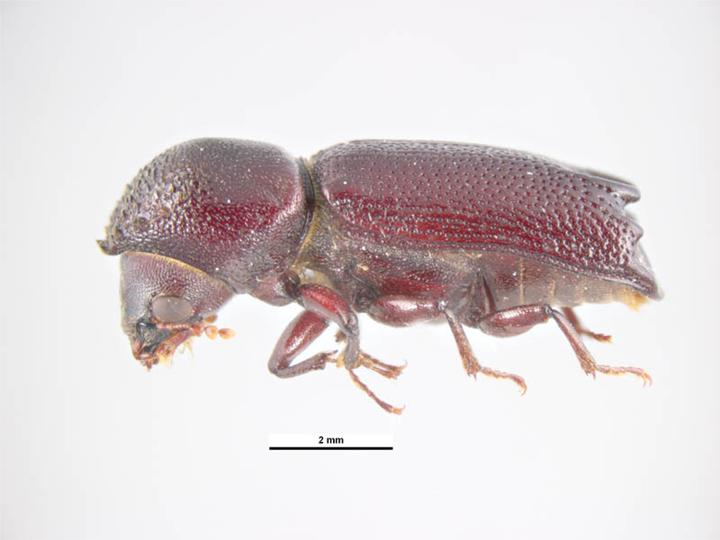